# Bob Bender
Robert Michael Bender, detto Bob (Quantico, 28 aprile 1957), è un ex cestista e allenatore di pallacanestro statunitense.

## Palmarès

### NCAA
- Campionato NCAA: 1

Indiana Hoosiers: 1976